# Festival izviđačkih pjesama Osijek
Festival izviđačkih pjesama Osijek (FIPO), koji već tri godine organizira Izviđački klub "Javor". Godine 2004. održan je 27. studenog u dvorani osječkog Dječjeg kazališta kao poklon gradu Osijeku povodom Dana grada. Festival je okupio više od 150 izviđača, koji su obnavljali i prisjećali se starih izviđačkih pjesama, ali i stvarali nove. Osim glazbenog dijela festivala, građanima je bila ponuđena izložba maketa stabala "Moje stablo" i izložba fotografija "Moj Osijek -DGO" autorice Sabine Obranić.
Izvor: Osječki dom, 30. XI-1. XII. 2004, 28